# Утня
Утня (тат. Өтнә) — деревня в Арском районе Республики Татарстан, в составе Старокырлайского сельского поселения.

## География
Деревня находится на реке Утня, в 14 км к северу от города Арск.

## История
Основание деревни относят к концу XVII века. 
В сословном плане, до 1860-х годов жители деревни числились государственными крестьянами. 
Число жителей деревни увеличивалось с 46 душ мужского пола в 1782 году до 468 в 1897 году. Позже численность населения деревни уменьшалась и в 2015 составила 105 человек.
В «Списке населенных мест по сведениям 1859 года», изданном в 1866 году, населённый пункт упомянут как казённая деревня Утня 2-го стана Казанского уезда Казанской губернии. Располагалась при речке Утня, по левую сторону Сибирского почтового тракта, в 72 верстах от губернского города Казани и в 13 верстах от становой квартиры в заштатном городе Арске. В деревне в 37 дворах жили 356 человек (165 мужчин и 191 женщина). Была мечеть.
В 1908 году здесь возведена мечеть на месте существовавшей с 1800 года мечети.
Административно деревня относилась к Казанскому уезду Казанской губернии, позже к Арскому кантону и району Татарстана.